# Rockaway Beach
«Rockaway Beach» — пісня американського панк-рок-гурту Ramones, яку вони представили на своєму альбомі 1977 року Rocket to Russia. Пісню написав басист Ді Ді Реймон у стилі гурту the Beach Boys і ранніх серф-рок гуртів. У пісні йде мова про пляж Рокевей Біч (Квінз), де Ді Ді любив бувати на дозвіллі. За словами барабанщика Томмі Реймона, сам він був на тому пляжі лише декілька разів, тоді як Діді відвідував його постійно. Як сингл пісня вийшла 1977 року й посіла найвищу сходинку в чарті серед усіх синглів Ramones — 66-е місце в Billboard Hot 100. У червні 2013 року пісня прозвучала на радіо як частина рекламної кампанії, спрямованої на повернення до нормального життя після урагану Сенді. Завдання пісні полягало в тому, щоб повернути жителів Нью-Йорка на пляжі Рокевей Біч.